# رالف پارچس
رالف پارچس (انگلیسی: Ralph Purchase; ۱۱ ژوئیهٔ ۱۹۱۶ – ۱۱ ژانویهٔ ۲۰۰۰) قایقران روئینگ اهل ایالات متحده آمریکا بود.